# Anders Høg Møller
Anders Høg Møller (født ?) er en dansk musiker, komponist og musiklærer. Han har som musiker bl.a. spillet på trombone i funkgruppen Blast i 1980'erne og var i samme periode kendt som en dygtig musikpædagog, hvis iltre og ambitiøse temperament, samt kunstneriske stræben til tider nåede loftet af flere kommunale musikskolers øvelokaler. Anders Høg Møllers hovedinstrument er nok trombonen, men han er også en habil rytmisk pianist og har i undervisningssammenhæng vist sig at kunne spille på flere andre instrumenter, bl.a. elbas. Har ligeledes undervist i brug af synthesizers hos Allerød Synthesizer Workshop. Anders Høg Møller er uddannet på Københavns Universitet.
 Der er for få eller ingen kildehenvisninger i denne artikel, hvilket er et problem. Du kan hjælpe ved at angive troværdige kilder til de påstande, som fremføres i artiklen.